# Dilobocondyla silviae
Dilobocondyla silviae – gatunek mrówki z podrodziny Myrmicinae.
Gatunek ten został opisany w 2013 roku przez Herberta Zettela i Haralda Brucknera na podstawie dwóch okazów robotnic, odłowionych w 2005 roku.
Robotnica ma ciało długości między 3,9 a 4,1 mm, urzeźbione delikatniej niż u D. rugosa, ubarwione czarniawobrązowo z brązowymi odnóżami i żółtymi trzonkami czułków i nasadami funiculusów. Rzeźba wierzchu głowy w postaci prawie regularnych rządków, połączonych nielicznymi rządkami poprzecznymi. Mikrorzeźba przestrzeni między tymi rządkami siateczkowana. Tył głowy z kanciastymi kątami i wklęsłą krawędzią między nimi. Mezosoma w całości pokryta umiarkowanej wielkości siatką, w której oczkach na bokach powierzchnia jest błyszcząca, a na grzbiecie mikrosiateczkowana. Mikrosiateczkownie pomostka jest silnie zredukowane po bokach i w tylno-grzbietowej części petiolusa, gdzie znajdują się grube, nieregularne zmarszczki.
Mrówka znana wyłącznie z filipińskiej wyspy Leyte.